# Petaluridae
De Petaluridae zijn een familie van echte libellen. De familie omvat 5 geslachten en 11 soorten.

## Geslachten
- Petalura Leach, 1815
- Phenes Rambur, 1842
- Tachopteryx Uhler, 1859
- Tanypteryx Kennedy, 1917
- Uropetala Selys, 1858